# اچ‌ام‌ای‌اس بترست (جی۱۵۸)
اچ‌ام‌ای‌اس بترست (جی۱۵۸)... (به انگلیسی: HMAS Bathurst (J158)) یک کشتی بود که طول آن ۱۸۶ فوت (۵۷ متر) بود. این کشتی در سال ۱۹۴۰ ساخته شد.